# Karl Bögler

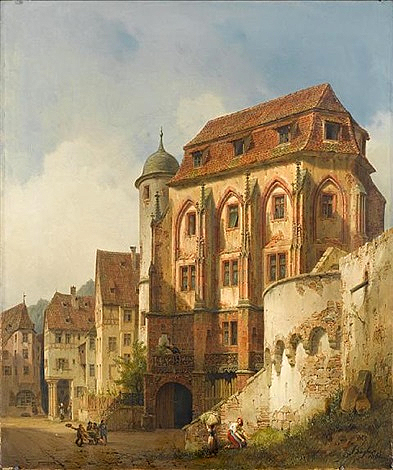

Karl Bögler, né en 1837 à Munich et mort en 1866 dans la même ville, est un peintre bavarois.

## Biographie
Karl Bögler naît en 1837 à Munich. Il est l'élève de Michael Neher (en),.
On a de lui : La bourg d'autrefois du duc Max, à Munich, La cour d'autrefois du dechant, à Munich, Le vieil arsenal militaire à Munich et Porte de la ville, à Essing.
Il meurt dans sa ville natale en 1866.